# Alexandra (film)
Alexandra este un film românesc de scurtmetraj din 2007 regizat de Radu Jude. Rolurile principale au fost interpretate de actorii Serban Pavlu, Oana Ioachim și Mimi Brănescu.

## Prezentare
Un bărbat descoperă că fiica sa de 5 ani nu-i mai zice tată.

## Distribuție
- Cristina Ivan — tanti Ita[1]
- Gabriel Spahiu — vecinul
- Mimi Brănescu — Cezar
- Șerban Pavlu — Tavi
- Oana Ioachim — Iulia
- Alexandra Pascu — Alexandra